# Rina Sawayama
Rina Sawayama (リナ・サワヤマ) (Niigata, 16 de agosto de 1990) é uma cantora, compositora, modelo e atriz nipo-britânica. Após lançar independentemente seu primeiro extended play, intitulado Rina, em 2017, ela assinou um contrato com a gravadora Dirty Hit, por meio da qual lançou seu primeiro álbum de estúdio, Sawayama, em 2020. Ambos trabalhos atraíram elogios da crítica musical, com Sawayama aparecendo em diversas listas de melhores álbuns daquele ano.

## Biografia e carreira

### 1990–2012: Infância e formação
Rina Sawayama nasceu em 16 de agosto de 1990 em Niigata, Japão, onde morou até os cinco anos, quando sua família decidiu se mudar para Londres, Inglaterra, lugar onde foi criada. Em 2012, ela se formou em ciência política na universidade Magdalene College, em Cambridge. Durante seu tempo na instituição, decidiu seguir carreira na música e na modelagem, e integrou um grupo de hip hop chamado Lazy Lion.

### 2013–16: Início de carreira
As primeiras faixas da carreira musical de Sawayama, "Sleeping in Waking" e "Who?", foram lançadas como um único single pela gravadora Make Mine Records em 15 de april de 2013. O single também foi comercializado no formato vinil, com lançamento ocorrido em 22 do mesmo mês. Anteriormente, em 21 de março daquele mesmo ano, um videoclipe para a primeira canção foi publicado na plataforma Vimeo, mas excluído algum tempo mais tarde. Dois anos depois, em 19 de junho de 2015, Sawayama publicou um videoclipe para "Tunnel Vision"; o material foi dirigido por Arvida Byström. Em seguida, lançou o single "Where U Are", em 28 de janeiro de 2016, através da gravadora Dirty Hit. A cantora compôs esta faixa junto de Justin Tailor em 2015 tendo como base uma demo confecionada por ela em 2013 e influenciada musicalmente por "I Wanna Be Where You Are", de Michael Jackson. Tanto "Tunnel Vision" quanto "Where U Are" tratam de questionamentos pessoais da cantora sobre relacionamentos no ambiente virtual. "This Time Last Year", uma faixa inspirada pelo Natal, foi lançada em 8 de dezembro de 2016.

### 2017–18:Rina
Sawayama lançou o single "Cyber Stockholm Syndrome", que também tematiza o ambiente digital, em 17 de março de 2017. Um remix feito pela cantora Nite Jewel foi lançado em 16 de junho. Este foi seguido por "Alterlife" em 21 de setembro e por uma versão estendida de "Tunnel Vision" com vocais do estadunidense Shamir em 24 de outubro. Os quatro lançamentos foram incluídos no primeiro extended play da cantora, Cyber Stockholm Syndrome, lançado  exclusivamente no formato vinil em 7 de setembro. Os três singles e outras canções inéditas foram incorporadas a um segundo extended play, Rina, disponibilizado em 27 de outubro do mesmo ano. O disco foi elogiado por críticos musicais, como Rachel Aroesti do jornal britânico The Guardian, que adjetivou o EP como "estimulante e moderno" e positivou o trabalho de Sawayama como contribuinte para a música pop. Saam Idelji-Tehrani do The Line of Best Fit escreveu que "embora o [EP] de Sawayama seja repleto de nostalgia, ela usa inteligentemente o pop e o R&B dos anos 90 como uma tela para pintar missivas do século XXI sobre vício em internet, dependência do alter ego e a gratificação encontrada por meio de validação baseada na Internet". A cantora angariou fundos para o desenvolvimento do projeto sozinha, trabalhando em "dois a três empregos por vez durante anos" para economizar o suficiente. A Pitchfork elencou Rina em 19.º lugar na sua lista de 20 melhores lançamentos de música pop e R&B de 2017, enquanto a Dazed o classificou como o décimo melhor álbum daquele ano.

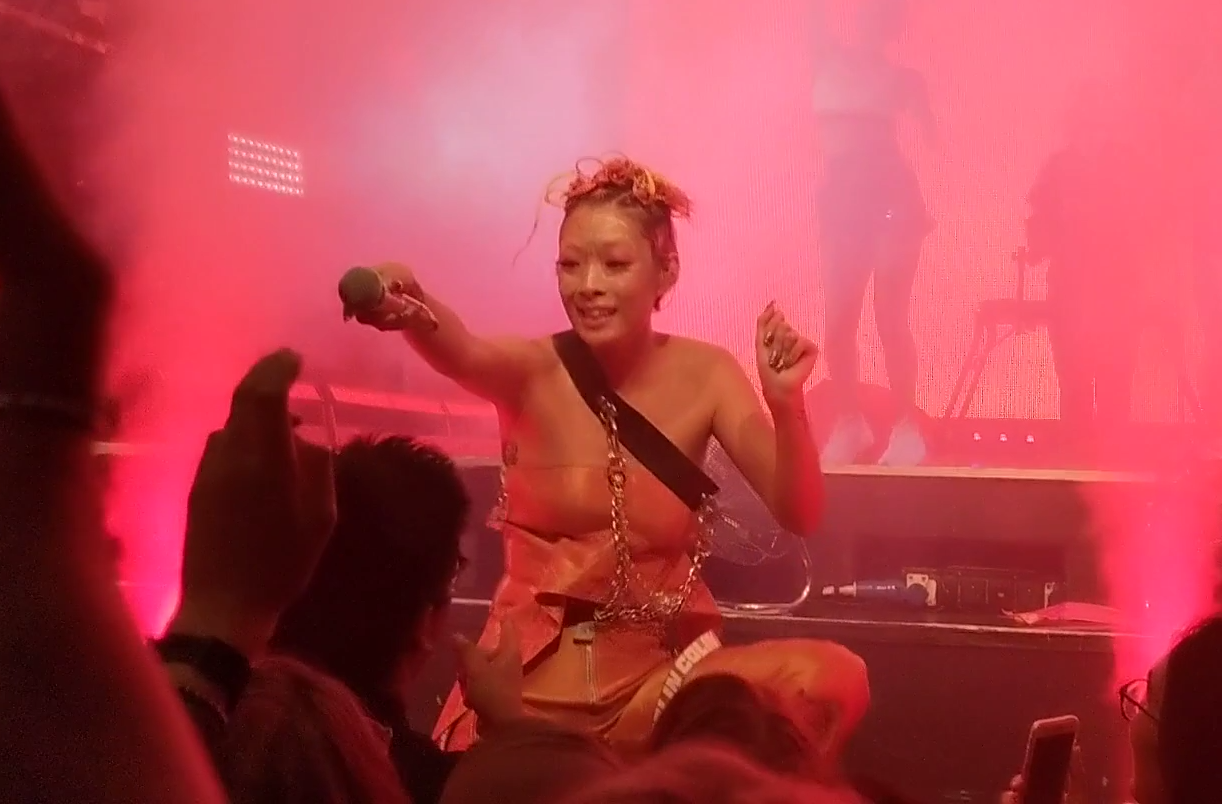
Sawayama durante concerto da Ordinary Superstar Tour em Londres.

Em 14 de fevereiro de 2018, Sawayama lançou o single "Valentine (What's It Gonna Be)", um "lembrete das magníficas qualidades de Rina: ela consegue ser influenciada e homenagear a vários artistas por meio de sua música sem nunca produzir nada sem originalidade". Seis meses depois, a cantora lançou outro single, "Cherry", no qual discorre sobre sua experiência enquanto uma pessoa pansexual. Sobre a faixa, ela declarou: "Acho que esta foi a primeira vez que escrevi tão obviamente sobre [pansexualidade] que simplesmente não consegui esconder. Consultei muitas pessoas para ter certeza de que a mensagem estava certa. Eu não queria estigmatizar ainda mais a comunidade bi ou pan, ou as pessoas queer em geral... Mas as mensagens que recebi de fãs e de pessoas dizendo que saíram do armário por minha causa, é tudo muito emocionante. É incrível. Era um risco que valia a pena correr". Em 28 de novembro do mesmo ano, Sawayama lançou "Flicker", um single sobre empoderar identidades díspares inspirado em uma memória de infância da cantora, na qual um professor errou seu sobrenome. Para promover seus trabalhos lançados até então, Sawayama embarcou na Ordinary Superstar Tour, que ocorreu entre 12 de setembro e 19 de outubro de 2018, comprimindo seis concertos na América do Norte e um sétimo na Europa.

### 2019–presente:Sawayama
Em março de 2019, Sawayama interpretou Layla Valentine na minissérie Turn Up Charlie. Em outubro, a cantora abriu quatro shows da conterrânea Charli XCX durante a Charli Live Tour. No mês seguinte, lançou "STFU!", um single altamente influenciado pela música rock que delibera sobre micro-agressões contra a população asiática. Um novo single, "Comme Des Garçons (Like the Boys)", foi lançado em janeiro de 2020, junto do anúncio do lançamento do primeiro álbum de estúdio da cantora. Um remix da faixa com vocais adicionais da cantora e drag queen brasileira Pabllo Vittar e mixagem de Brabo foi lançado em fevereiro, seguido do single "XS" em março. Em 2 de abril, Sawayama participou de uma transmissão ao vivo e à distância com XCX enquanto ambas estavam em quarentena. Dias depois, seu primeiro disco, Sawayama, foi disponibilizado, acompanhado de outros dois singles, "Chosen Family" e "Bad Friend". O álbum foi recebido com aclamação da crítica especializada.
Em maio de 2020, Sawayama afirmou que faria um curso online no mês seguinte na Universidade de Oxford sobre escrita. No mês seguinte, ela lançou um cover de "Dance in the Dark", canção da estadunidense Lady Gaga, como parte da Spotify Singles, uma série de covers organizados pelo Spotify. A versão de Sawayama foi gravada em sua própria casa e substitui os elementos do Europop original por um electropop influenciado pelo nu metal. No final de julho de 2020, Sawayama fez um tweet público sobre sua inelegibilidade para ser indicada aos principais prêmios musicais britânicos, como o Mercury Prize e o BRIT Awards, por não possuir cidadania britânica. A hashtag "#SawayamaIsBritish" (Sawayama é britânica, em tradução livre) se tornou tendência no Twitter no Reino Unido pouco depois. O movimento de Sawayama obteve grande apoio de Elton John, que escreveu estar "feliz em saber que o [BPI] está revisando as regras que levaram o álbum bem merecido de Rina Sawayama a ser desprezado da lista de indicados ao [Mercury Prize] deste ano". Posteriormente, a British Phonographic Industry (BPI) alterou as regras para permitir que qualquer pessoa que tivesse permanecido no Reino Unido nos últimos cinco anos, incluindo ela, fosse elegível.
Em outubro de 2020, Sawayama teve sua estreia na televisão estadunidense com uma performance de "XS" no The Tonight Show Starring Jimmy Fallon. Nos dois meses seguintes, a cantora lançou a faixa "Lucid", uma parceria com BloodPop, conhecido por trabalhar com Gaga, e uma versão de luxo do álbum Sawayama com canções inéditas, versões acústicas e ao vivo e remixes. Em abril de 2021, Sawayama dividiu uma nova versão de "Chosen Family" com Elton John. No mês seguinte, entrou para o elenco do quarto filme da série John Wick, sequência de John Wick: Chapter 3 – Parabellum, ao lado de Keanu Reeves e Laurence Fishburne. Em agosto, ela lançou um cover de "Enter Sandman", faixa do grupo de heavy metal Metallica, para a compilação The Metallica Blacklist. Em setembro, participou de Dawn of Chromatica, álbum de remixes de Gaga, responsável por uma nova versão da faixa "Free Woman" ao lado de seu colaborador de longa data Clarence Clarity.

## Características musicais

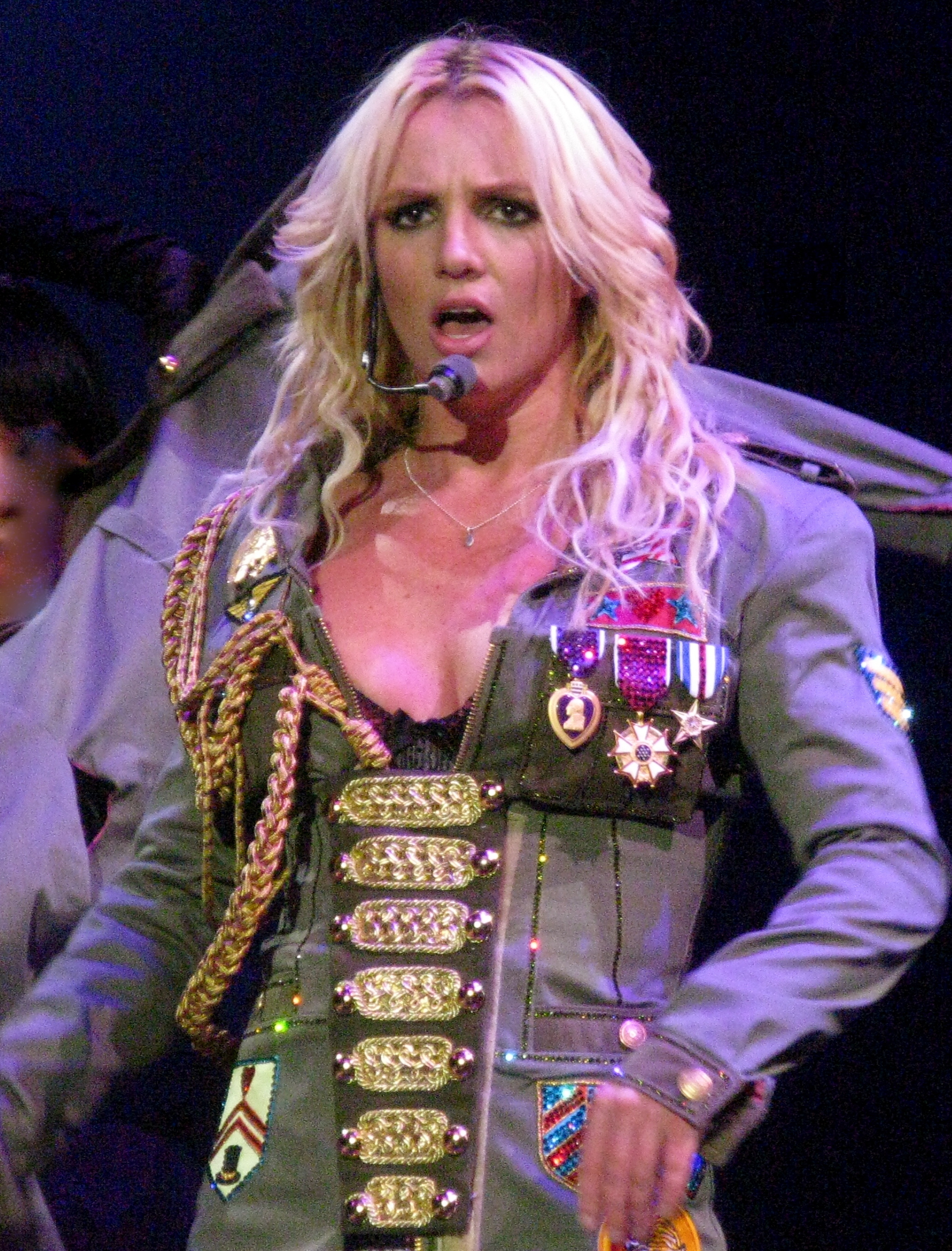
A sonoridade de Sawayama, notoriamente no EP Rina foi comparada aos primeiros trabalhos de Britney Spears.

As principais influências de Sawayama vieram de atos musicais das décadas de 90 e 2000, como Christina Aguilera, Lady Gaga, Avril Lavigne, Hikaru Utada, Beyoncé, Britney Spears, Evanescence, Limp Bizkit e Pink, entre outros. Ela usou um método de treinamento vocal utilizado por Gaga e conhecido como bel canto, um exercício operístico italiano para ganhar mais agudos e tornar a voz mais ofegante. As canções do EP Rina foram classificadas como avant-pop, J-pop, power pop, synthwave e R&B e comparadas com os trabalhos de Spears, Hannah Montana, 'N Sync, The Neptunes e Mariah Carey.

## Vida pessoal
Sawayama atualmente reside em Londres e detém um visto de residência permanente no Reino Unido. Durante uma entrevista em agosto de 2018, ela se declarou tanto bissexual quanto pansexual, dizendo: "Sempre escrevi músicas sobre garotas. Acho que nunca mencionei um cara nas minhas canções, e é por isso que queria falar sobre isso". Em julho de 2020, ela assinou uma carta aberta à ministra da Mulher e Igualdade do Reino Unido, Liz Truss, pedindo a proibição de todas as formas de terapia de conversão no país.

## Discografia

### Álbuns de estúdio
| Obra | Melhores posições em tabelas musicais | Melhores posições em tabelas musicais | Melhores posições em tabelas musicais | Melhores posições em tabelas musicais | Melhores posições em tabelas musicais | Melhores posições em tabelas musicais | Melhores posições em tabelas musicais |
| Obra | EUA Cur.                              | EUA Heat.                             | EUA Indie                             | ESC                                   | JPN Dig.                              | UK Down.                              | UK Indie                              |
| --- | ------------------------------------- | ------------------------------------- | ------------------------------------- | ------------------------------------- | ------------------------------------- | ------------------------------------- | ------------------------------------- |
| Sawayama - Lançamento: 17 de abril de 2020 - Gravadora(s): Dirty Hit - Formato(s): Download digital, streaming, vinil, CD e fita cassete | 65                                    | 53                                    | 30                                    | 8                                     | 82                                    | 6                                     | 43                                    |

### Extended plays
| Obra | Melhores posições |
| Obra | JPN Dig.          |
| --- | ----------------- |
| Cyber Stockholm Syndrome - Lançamento: 7 de julho de 2017 - Gravadora(s): The Vinyl Factory - Formato(s): Vinil                     | —                 |
| Rina - Lançamento: 27 de outubro de 2017 - Gravadora(s): Dirty Hit e independente - Formato(s): Download digital, streaming e vinil | 40                |
| Sawayama Remixed - Lançamento: 27 de novembro de 2020 - Gravadora(s): Dirty Hit e Rough Trade - Formato(s): Vinil                   | —                 |
| "—" denota lançamentos que não entraram nas paradas ou não foram lançados nesse território.                                         |                   |

### Singlespromocionais
| Obra                                                                                               | Ano  | Álbum associado           |
| -------------------------------------------------------------------------------------------------- | ---- | ------------------------- |
| "Sleeping in Waking"                                                                               | 2013 | Singles sem álbum         |
| "Who"                                                                                              | 2013 | Singles sem álbum         |
| "Where U Are"                                                                                      | 2016 | Singles sem álbum         |
| "This Time Last Year"                                                                              | 2016 | Singles sem álbum         |
| "Cyber Stockholm Syndrome"                                                                         | 2017 | Rina                      |
| "Alterlife"                                                                                        | 2017 | Rina                      |
| "Tunnel Vision" (com participação de Shamir)                                                       | 2017 | Rina                      |
| "Valentine (What's It Gonna Be)"                                                                   | 2018 | Singles sem álbum         |
| "Cherry"                                                                                           | 2018 | Singles sem álbum         |
| "Flicker"                                                                                          | 2018 | Singles sem álbum         |
| "STFU!"                                                                                            | 2019 | Sawayama                  |
| "Comme Des Garçons (Like the Boys)" (versão solo ou Brabo Remix com participação de Pabllo Vittar) | 2020 | Sawayama                  |
| "XS" (versão solo ou remix com Bree Runway)                                                        | 2020 | Sawayama                  |
| "Chosen Family"                                                                                    | 2020 | Sawayama                  |
| "Bad Friend"                                                                                       | 2020 | Sawayama                  |
| "Dance in the Dark" (Spotify Singles)                                                              | 2020 | Sawayama Remixed          |
| "Lucid"                                                                                            | 2020 | Sawayama (Deluxe Edition) |
| "Chosen Family" (com Elton John)                                                                   | 2021 | Sawayama (Deluxe Edition) |
| "This Hell"                                                                                        | 2022 | Hold The Girl             |
| "Catch Me In The Air"                                                                              | 2022 | Hold The Girl             |
| "Hold The Girl"                                                                                    | 2022 | Hold The Girl             |
| "Phantom"                                                                                          | 2022 | Hold The Girl             |
| "Hurricanes"                                                                                       | 2022 | Hold The Girl             |

| Obra                | Ano  | Álbum associado         |
| ------------------- | ---- | ----------------------- |
| "Dance in the Dark" | 2020 | Sawayama Remixed        |
| "Enter Sandman"     | 2021 | The Metallica Blacklist |

### Outras canções
| Obra                                                    | Ano  | Outro(s) artista(s)         | Álbum associado    |
| ------------------------------------------------------- | ---- | --------------------------- | ------------------ |
| "Free Woman (Rina Sawayama and Clarence Clarity Remix)" | 2021 | Lady Gaga, Clarence Clarity | Dawn of Chromatica |

## Filmografia
| Obra                                | Ano  | Dirigido por                    | Ref.   |
| ----------------------------------- | ---- | ------------------------------- | ------ |
| "Sleeping in Waking"                | 2013 | Jack Greeley-Ward               | [ 3 ]  |
| "Tunnel Vision"                     | 2015 | Arvida Byström                  | [ 7 ]  |
| "Where U Are"                       | 2016 | Rina Sawayama e Alessandra Kurr | [ 9 ]  |
| "Cyber Stockholm Syndrome"          | 2017 | Anoushka Seigler                | [ 72 ] |
| "Alterlife"                         | 2017 | Shane Lim                       | [ 73 ] |
| "Cherry"                            | 2018 | Isaac Lock                      | [ 74 ] |
| "STFU!"                             | 2019 | Ali Kurr e Rina Sawayama        |        |
| "Comme des Garçons (Like the Boys)" | 2020 | Eddie Whelan                    |        |
| "XS"                                | 2020 | Ali Kurr                        |        |
| "Bad Friend"                        | 2020 | Ali Kurr                        |        |
| "Lucid"                             | 2021 | Dave Ferner e Ksenia Kulakova   |        |
| "This Hell"                         | 2022 | Ali Kurr                        |        |
| "Hold The Girl"                     | 2022 | Ali Kurr                        |        |
| "Hurricanes"                        | 2022 | Ali Kurr                        |        |
| "Frankenstein"                      | 2022 | Jak Payne                       |        |

| Obra                                   | Ano       | Papel           | Notas                             |
| Televisão                              | Televisão | Televisão       | Televisão                         |
| -------------------------------------- | --------- | --------------- | --------------------------------- |
| Turn Up Charlie                        | 2019      | Layla Valentine | Papel recorrente (2 episódios)    |
| The Tonight Show Starring Jimmy Fallon | 2020      | Ela mesma       | Convidada musical (episódio 1341) |
| Cinema                                 |           |                 |                                   |
| John Wick: Chapter 4                   | 2023      | Akira           |                                   |

## Turnês
Como atração principal
- Ordinary Superstar Tour (2018)
- The Dynasty Tour (2021)
- Hold The Girl Tour (2022)

Como ato de abertura
- Charli XCX – Charli Live Tour (2019)

## Prêmios e indicações
Em 2017, a revista britânica Dazed incluiu Sawayama em 24.ª lugar em sua lista anual de 100 figuras jovens modelando a cultura. No fim daquele ano, o desempenho de Sawayama em sua primeira turnê atraiu atenção do The Guardian, que a classificou como uma das 18 principais tendências a serem observadas no ano seguinte. Em 2019, Sawayama foi considerada uma das mulheres do ano pela edição japonesa da revista Vogue. Em agosto de 2021, a cantora foi incluída na lista "100 pessoas japonesas respeitadas pelo mundo", da revista Newsweek.
| Premiação                               | Ano  | Categoria                         | Indicação | Resultado | Ref.   |
| --------------------------------------- | ---- | --------------------------------- | --------- | --------- | ------ |
| Attitude Awards                         | 2019 | Revelação                         | Ela mesma | Venceu    | [ 79 ] |
| Golden Indie Music Awards               | 2020 | Compositora asiática              | Ela mesma | Indicada  | [ 80 ] |
| Independent Music Companies Association | 2020 | Álbum independente europeu do ano | Sawayama  | Indicada  | [ 81 ] |
| GLAAD Media Awards                      | 2021 | Artista revelação                 | Sawayama  | Indicada  | [ 82 ] |
| Brit Awards                             | 2021 | Estrela em ascensão               | Ela mesma | Indicada  | [ 83 ] |